# Kavalererne
Kavalererne (The Cavaliers) var et parti under den Engelske borgerkrig (1642-1651). Partiet støttede kong Karl 1., der forsøgte at indføre Enevælde.

## Støtte til kongemagten
Efter at Karl 2. af England blev konge i 1660 accepterede partiet det konstitutionelle monarki. Man ønskede dog stadig en stærk kongemagt.
Rundhovederne (The Roundheads) var Kavalerernes modstandere.

## Forløber for Tory-partiet
Fra slutningen af det 17. århundrede blev mange af Kavalerernes idéer forfægtet af Tory-partiet. Fra omkring 1830 hedder partiet Det Konservative Parti, men uofficielt kaldes partiets tilhængere ofte stadig for Tories.
| Politisk parti | Spire Denne artikel om et politisk parti eller gruppe er en spire som bør udbygges. Du er velkommen til at hjælpe Wikipedia ved at udvide den. |